# Vivo e vero EP
Vivo e vero EP è il secondo EP del rapper italiano Bassi Maestro, pubblicato nel 2010 dalla Vibrarecords.

## Tracce
1. Vivo e vero – 2:43
2. I Am Back – 2:55
3. Tu non puoi (feat. A.G.) – 3:16
4. 20 anni – 4:08
5. The Hard Way (feat. Beatnuts) – 3:30
6. Outside – 2:58
7. Stupitude (feat. Asher Kuno, Jack The Smoker & Emis Killa) – 3:01
8. I Am Back – 2:55 – Strumentale
9. Tu non puoi – 3:16 – Strumentale
10. Outside – 2:57 – Strumentale
11. Stupitude – 3:00 – Strumentale